# Puchar Polski w piłce nożnej kobiet (2015/2016)
Puchar Polski w piłce nożnej kobiet 2015/2016 – 32. edycja rozgrywek o piłkarski Puchar Polski kobiet, zorganizowana przez Polski Związek Piłki Nożnej na przełomie 2015 i 2016 roku. Trofeum zdobył Medyk Konin, pokonując 3:0 w meczu finałowym na Stadionie Miejskim we Włocławku Górnika Łęczna.

## Wyniki

### I runda
| 7 października 2015 18.15 CET | Rolnik Biedrzychowice · Sotor 43' | 1:41:2 | AZS PWSZ Wałbrzych · Brzeska 20' · Sobkowicz 30', 74' · Żurawska 90' |  |
|                               |                                   |        |                                                                      |  |

| 21 października 2015 18.30 CET | Helios Białystok | 0:1 | KS Raszyn · Bekker 36' |  |
|                                |                  |     |                        |  |

| 21 października 2015 11.00 CET | KKP Stomil Olsztyn · Grzesik 54' | 1:30:0 | KKP Bydgoszcz · Okoniewska 56' · Siwek 75' (k.) · Szlendak 86' |  |
|                                |                                  |        |                                                                |  |

| 21 października 2015 15.00 CET | Błękitni Stargard · Ładniak 24' · Szuba 86', 89' | 3:3 (k. 4:3)1:2 | Sztorm Gdańsk · Zańko 18', 30' · Kamińska 75' |  |
|                                |                                                  |                 |                                               |  |

| 21 października 2015 | Sokół Kolbuszowa Dolna · Urban 39' | 1:21:0 | Widok Lublin · Barczak 58' · Koss 75' |  |
|                      |                                    |        |                                       |  |

| 21 października 2015 15.00 CET | UKS SMS Łódź · Zasowska 57', 90' (k.) | 2:00:0 | LKS Goczałkowice-Zdrój |  |
|                                |                                       |        |                        |  |

| 28 października 2015 14.30 CET | ZTKKF Stilon Gorzów Wielkopolski · Kłosińska 75' | 1:00:0 | Medyk II Konin |  |
|                                |                                                  |        |                |  |

Rysy Bukowina Tatrzańska – wolny los

### 1/8 finału
Do rozgrywek dołączyło osiem najlepszych drużyn Ekstraligi sezonu 2015/2016
| 25 października 2015 14.30 CET | Rysy Bukowina Tatrzańska | 0:80:0 | Czarni Sosnowiec · Matla 48', 56', 70' · Warunek 52' · Konieczna 61', 85' · Gębka 65' · Luty 78' |  |
|                                |                          |        |                                                                                                  |  |

| 3 listopada 2015 20.00 CET | KKP Bydgoszcz | 0:100:5 | Medyk Konin · Sikora 2' · Ficzay 19' · Tarczyńska 37', 45', 62', 72' · Daleszczyk 44' · Pakulska 48' · Zawiślak 60' · Dudek 83' |  |
|                            |               |         | |  |

| 4 listopada 2015 14.00 CET | AZS PWSZ Wałbrzych | 0:60:3 | AZS Wrocław · Wróblewska 23', 89' · Grabowska 28', 42', 52' · Gradecka 90' |  |
|                            |                    |        |                                                                            |  |

| 4 listopada 2015 11.00 CET | UKS SMS Łódź · Wiankowska 3', 74' · Kowalska 47' | 3:11:1 | TS Mitech Żywiec · Rozmus 22' (k.) |  |
|                            |                                                  |        |                                    |  |

| 4 listopada 2015 14.00 CET | Błękitni Stargard | 0:10:0 | Olimpia Szczecin · Michalska 44' |  |
|                            |                   |        |                                  |  |

| 4 listopada 2015 14.00 CET | KS Raszyn | 0:50:2 | AZS PSW Biała Podlaska · Niedbała 23', 28' · Lefeld 73' · Kozłyneć 79' · Orzepowska 85' |  |
|                            |           |        |                                                                                         |  |

| 4 listopada 2015 14.00 CET | ZTKKF Stilon Gorzów Wielkopolski | 0:80:4 | Zagłębie Lubin · Zdunek 5', 61' · Płonowska 22' · Ratajczak 26' · Bezdziecka 27' · Jelencić 50' · Bugajska 71', 82' |  |
|                            |                                  |        | |  |

| 27 lutego 2016 14.00 CET | Widok Lublin | 0:130:7 | Górnik Łęczna · Sznyrowska 4', 13', 16', 45', 63', 75' · Kawalec 12' · Jaszek 22', 78' · Kamczyk 41' · Jędrzejewicz 55' · Hmírová 68', 73' |  |
|                          |              |         | |  |

### Ćwierćfinały
| 16 marca 2016 11.00 CET | Zagłębie Lubin · Bezdziecka 20', 29' · Zdunek 51' | 3:02:0 | AZS PSW Biała Podlaska |  |
|                         |                                                   |        |                        |  |

| 16 marca 2016 15.00 CET | UKS SMS Łódź · Zasowska 15' | 1:1 (k. 3:1)1:0 | Czarni Sosnowiec · Matla 67' |  |
|                         |                             |                 |                              |  |

| 16 marca 2016 15.30 CET | Medyk Konin · Gawrońska 13', 24' · Sikora 30' · Daleszczyk 34' · Kostowa 40' · Balcerzak 54' · Zawiślak 68' · Tarczyńska 74' | 8:05:0 | AZS Wrocław |  |
|                         | |        |             |  |

| 16 marca 2016 11.00 CET | Górnik Łęczna | 3:0 wo | Olimpia Szczecin |  |
|                         |               |        |                  |  |

### Półfinały
| 19 kwietnia 2016 11.00 CET | Górnik Łęczna · Hmírová 12', 80' (k.) · Kamczyk 26' · Jaszek 54' · Sznyrowska 73' | 6:12:0 | Zagłębie Lubin · Balog 78' |  |
|                            |                                                                                   |        |                            |  |

| 20 kwietnia 2016 13.00 CET | UKS SMS Łódź · Salamon 74' | 1:50:3 | Medyk Konin · Tarczyńska 15' · Gawrońska 25', 36' (k.) · Kostowa 53' · Sikora 83' |  |
|                            |                            |        |                                                                                   |  |

### Finał
| 26 maja 2016 17.00 CET | Medyk Konin · Tarczyńska 16' · Daleszczyk 57' · Gawrońska 81' | 3:01:0 | Górnik Łęczna | Stadion OSiR, Włocławek Widzów: 1 157 Sędzia: Monika Mularczyk, Skierniewice |
|                        |                                                               |        |               |                                                                              |